# Applus+ IDIADA
Applus+ IDIADA est une société d'ingénierie fournissant des services de conception, d'essais, d'ingénierie et d'homologation à l'industrie automobile.

## Histoire

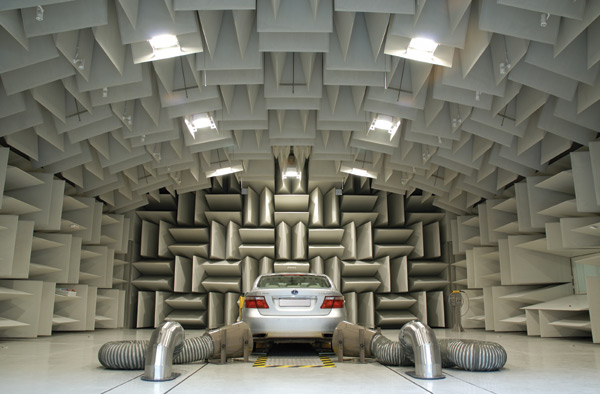
Chambre anéchoïque

La société a été créée en 1971 sous le nom d'IDIADA, représentant les initiales catalanes d'Institut d'Investigació Aplicada de l'Automòbil (Institut de recherche appliquée sur l'automobile) de l'Université polytechnique de Catalogne.
En 2013, Applus+ IDIADA a présenté sur le circuit de Catalunya la supercar électrique Volar-e, propulsée par quatre moteurs électriques pour chaque roue qui délivrent une puissance de 800 kW / 1000 ch, le modèle atteint une vitesse de pointe de 300 km/h,,.
En 2016, Applus+ IDIADA a commencé à gérer un nouveau terrain d'essai en Chine et, en 2018, Applus+ a acquis, une société d'essais et d'ingénierie de sécurité passive de véhicules aux États-Unis.

## Produits, services et innovation
Les principaux services offerts par Applus+ IDIADA sont les suivants :
- Services d'ingénierie : capacités de conception, d'ingénierie et de validation pour les projets de développement de véhicules[6].
- Terrains d'essais : IDIADA propose des terrains d'essais en Europe et en Asie. Les terrains d'essai, situés en Espagne et en Chine, offrent un support client combiné à des pistes d'essai et des ateliers. En 2016, Applus+ IDIADA a commencé à gérer son nouveau complexe de terrain d'essai en Chine, ouvert à toutes les entreprises du secteur automobile[7].
- La division Homologation d'Applus+ IDIADA fournit des services d'homologation dans le monde entier pour l'industrie automobile (constructeurs de véhicules et de composants)[8].